# La Barra (Maldonado)
La Barra és un balneari del sud-est de l'Uruguai, ubicat al departament de Maldonado. Es troba sobre la costa de l'oceà Atlàntic, sobre la ruta 10, a l'est del seu encreuament amb la ruta 104. Limita amb San Rafael – El Placer, separats pel pont de La Barra de Maldonado, mentre que al nord-oest limita amb el balneari El Tesoro. A l'est es troba el barri San Carlos, el qual s'ubica a la franja occidental del balneari Manantiales.

## Població
Segons les dades del cens de 2004, La Barra tenia una població aproximada de 358 habitants i un total de 817 habitatges.
| Any  | Població |
| ---- | -------- |
| 1963 | 132      |
| 1975 | 182      |
| 1985 | 281      |
| 1996 | 308      |
| 2004 | 358      |